# Turok (personaggio)
Turok è un personaggio dei fumetti creato nel 1954, pubblicato inizialmente da Western Publishing e successivamente da Gold Key Comics, Valiant Comics e (solo le ristampe) dalla Dark Horse Comics. In Italia venne pubblicato dall'aprile 1972 dalla Edizioni Fratelli Spada.
Il primo fumetto in cui è apparso il personaggio, Four Color Comics n. 596, non ha uno scrittore accreditato in maniera certa: gli storici del fumetto citano Matthew H. Murphy, Gaylord Du Bois e Paul S. Newman come scrittori.
Ai disegni, tra la fine degli anni '50 e sino a metà del decennio successivo, ha collaborato lo Studio Giolitti, di cui faceva parte a quei tempi, oltre che il titolare anche un giovane Giovanni Ticci non ancora passato all'Araldo.

## Altri media

### Cinema
Il 10 giugno 2008, il blog di MTV ha annunciato che l'attore canadese Adam Beach potrebbe impersonare Turok in un film live action. Beach ha aggiunto che era cominciata la fase di scrittura della sceneggiatura.

### Cartoni animati
Nel 2008 è stato pubblicato dalla Classic Media un DVD di animazione di 70 minuti dal titolo Turok: Son of Stone. Il film è stato scritto da Evan Baily e Tony Bedard, ed è stato diretto da Curt Geda, Dan Riba e Frank Squillace. Adam Beach ha doppiato il personaggio di Turok.

### Videogiochi
- Turok: Dinosaur Hunter (1997; Nintendo 64, Microsoft Windows)
- Turok: Battle of the Bionosaurs (1997; Game Boy)
- Turok 2: Seeds of Evil (1998; Nintendo 64, Microsoft Windows, Game Boy Color)
- Turok: Rage Wars (1999, Nintendo 64, Game Boy Color)
- Turok 3: Shadow of Oblivion (2000; Nintendo 64, Game Boy Color)
- Turok Evolution (2002; Xbox, GameCube, PlayStation 2, Game Boy Advance, Microsoft Windows)
- Turok (2008; Microsoft Windows, PlayStation 3, Xbox 360)

### Turok(2008)
Nel videogioco Turok (2008) il protagonista è Joseph Turok, ex-membro del Wolf Pack, capitanato da Ronald Kane. La sua storia si scopre in un flashback all'inizio del gioco, in cui, insieme ai suoi compagni di prigione, viene convocato da Kane per decidere qualcuno che entri a far parte della sua corporazione terroristica. Ronald rimane affascinato dalla violenza e l'energia del carcerato. In seguito, assieme a John Grimes e alcuni terroristi, Joseph terrorizza un villaggio di contadini in Colombia. Il terrorista non sa ciò che fa, visto che in precedenza Grimes gli aveva detto ricorda che qui non ci sono innocenti, né prigionieri,né testimoni, spingendo così Turok sempre più nelle grinfie del Wolf Pack.
A un certo punto, con l'arco, colpisce una ragazza, dal volto innocente e spaventato. Kane gli fa i complimenti per la mira e vuole proseguire nella distruzione del paese, prima, però, Turok deve uccidere la ragazza contro la sua volontà (dopo la giovane viene uccisa da un colpo di pistola di Kane). Per diversi anni Joseph non lavora, ma poi trova un posto in una compagnia chiamata Whiskey Company, progettata per stanare Kane dal pianeta su cui è rifugiato.
In seguito alla distruzione della nave Turok vive l'avventura del gioco, fino alla fine, quando, una volta pronunciata la frase Hai ragione Kane, non sono un soldato! Un soldato segue gli ordini, un guerriero segue il suo cuore, scoppia un combattimento tra i due col coltello. Turok ne esce vincitore e così vendica le vite che hanno trovato fine a causa del Wolf Pack e di tutta la sofferenza provocata nei paesi.
Nel gioco Turok è molto più forte degli altri membri della Whiskey Company e quindi può subire più colpi prima di essere messo fuori gioco, ma per compensare la sua forza avrà a che fare con più nemici e enigmi. Inoltre, ufficialmente, non possiede armi all'inizio del gioco: trova solo una mitragliatrice SMG per strada e ritrova il suo fedele coltello nei pressi di un cadavere.
Durante il gioco (fortunatamente) avrà modo di uccidere i nemici senza usare munizioni e userà più armi (può portare quattro equipaggiamenti - arco, coltello, arma 1, arma 2, tre granate - contro le due armi da fuoco, un pugnale e due granate trasportabili da ogni membro della Compagnia Whiskey).

### Letteratura
A Turok è stata dedicata una serie di romanzi che narrano le vicende dei videogiochi.
1. Way of the Warrior (scritto da Michael Tetelbaum)
2. Seeds of Evil (scritto da Michael Tetelbaum)
3. Arena of Doom
4. Path of Destruction